# Алмас (фильм)
Алмас (азерб. Almaz) — советская драма 1936 года производства киностудии Азерфильм, являющиеся экранизацией одноимённой пьесы Джафара Джаббарлы. Данный фильм вошёл в историю как последний немой фильм Азербайджанской ССР.

## Сюжет
1930 год, отдалённая горная деревня. В эту деревню устроилась работать молодая учительница Алмас, которая столкнулась с препятствиями и проблемами, стоящими перед развитием и укреплением структуры, ведь жители села придерживаются старых традиций, в то же самое время село находится в классовой борьбе с коллективизацией.

## Синопсис
Фильм является экранизацией одноимённой пьесы Джафара Джаббарлы и посвящён памяти талантливого драматурга. Первоначально режиссёром-постановщиком данного фильма должен был стать сам лично Джафар Джаббарлы, он даже приготовился к съёмкам фильма, но его планам не суждено было сбыться из-за смерти. В итоге режиссёрами-постановщиками фильма стали Ага-Рза Кулиев и Григорий Брагинский. Данный фильм являлся последним фильмом Азербайджанской ССР жанра немое кино с титрами и музыкальным сопровождением. Первая роль в кино будущей Народной артистки СССР Окумы Курбановой.

## Создатели фильма

### В ролях
Иззет Оруджева — Алмас

Окума Алекперова — Яхши

Хайри Эмир-Заде — Карим

Али-Саттар Меликов — Барат

Алекпер Гусейн-заде — Гаджи Ахмед

Исмаил Идаят-заде — начальник сельсовета 

Памфилия Танаилиди — Фатмаиса

Али Курбанов — Автил

Азиза Мамедова — Телли

Мирза Ага Алиев — директор школы Самандар

Алескер Алекперов — Фуад

Ахмед Гамарлинский — работник сельсовета Балаоглан

Рза Тахмасиб — врач

Зейнаб Казымова — начальник комиссии